# Línea 1 (Urbanos de Tres Cantos)
La línea 1 de la red de autobuses urbanos de Tres Cantos es una línea circular que bordea la ciudad en el sentido contrario al de las agujas del reloj. El sentido contrario lo proporciona la línea 2.

## Características
Esta línea une en un recorrido circular la estación de ferrocarril de Tres Cantos con la Avenida de Viñuelas, la zona industrial, la Avenida de Colmenar Viejo y la Avenida de los Encuartes, antes de regresar de nuevo a la estación de ferrocarril.
Esta línea únicamente funciona de lunes a viernes laborables, siendo sustituida los fines de semana de forma parcial por las líneas 3 y 5.
Los jueves, entre las 09:00 y las 15:00 aproximadamente suprime la parada 06636 - Avenida de la Industria - Calle del Yunque para realizar la parada 20819 - Avenida de los Artesanos - Calle del Temple, acercando de esta forma a los habitantes de Tres Cantos al mercadillo realizado en el recinto ferial.
La línea circula exclusivamente por el término municipal de Tres Cantos. Como bien se expresa en la numeración interna del CRTM, recibe el número 1903. El primer dígito corresponde a la línea, en este caso la línea 1. Y los últimos tres dígitos corresponden al municipio por el que circula, en este caso 903 corresponde al municipio de Tres Cantos.
La línea no mantiene los mismos horarios todo el año, desde el 16 de julio al 15 de septiembre se reducen el número de expediciones, además de los días excepcionales vísperas de festivo y festivos de Navidad en los que los horarios también cambian y se reducen.
Está operada por la empresa ALSA mediante la concesión administrativa VCM-701 - Madrid - Tres Cantos (Viajeros Comunidad de Madrid) del Consorcio Regional de Transportes de Madrid.

### Sublíneas
Aquí se recogen todas las distintas sublíneas que ha tenido la línea L1. La denominación de sublíneas que utiliza el CRTM es la siguiente:
- Número de línea (1)
- Municipio por el que circula (903)
- Sentido de circulación (1 ida, 2 vuelta)
- Número de sublínea

Por ejemplo, la sublínea 1903102 corresponde a la línea 1, del municipio 903 (Tres Cantos), sentido 1 (ida) y el número 02 de numeración de sublíneas creadas hasta la fecha.
| Ida     | Ruta | Itinerario                         | Vuelta  | Ruta                            | Itinerario                      |
| 1903101 | -    | L1 Circular                        | 1903201 | No existe la ruta "-" de vuelta | No existe la ruta "-" de vuelta |
| 1903102 | m    | L1 Circular, desvío por mercadillo | 1903202 | No existe la ruta "m" de vuelta | No existe la ruta "m" de vuelta |

## Horarios
| 16 septiembre - 15 julio   | 16 julio - 15 septiembre |
| Lunes a viernes laborables |                          |
| 05:50                      | 05:50                    |
| 06:20                      | 06:20                    |
| 06:34                      | 06:50                    |
| 06:50                      | 07:20                    |
| 07:04                      | 07:50                    |
| 07:20                      | 08:20                    |
| 07:34                      | 08:50                    |
| 07:50                      | 09:20                    |
| 08:04                      | 09:50                    |
| 08:20                      | 10:20                    |
| 08:34                      | 10:50                    |
| 08:50                      | 11:20                    |
| 09:04                      | 11:50                    |
| 09:20                      | 12:20                    |
| 09:50                      | 12:50                    |
| 10:20                      | 13:20                    |
| 10:50                      | 13:50                    |
| 11:20                      | 14:20                    |
| 11:50                      | 14:50                    |
| 12:20                      | 15:20                    |
| 12:50                      | 15:50                    |
| 13:20                      | 16:20                    |
| 13:50                      | 16:50                    |
| 14:20                      | 17:20                    |
| 14:50                      | 17:50                    |
| 15:20                      | 18:20                    |
| 15:50                      | 18:50                    |
| 16:20                      | 19:20                    |
| 16:50                      | 19:50                    |
| 17:04                      | 20:20                    |
| 17:20                      | 20:50                    |
| 17:34                      | 21:20                    |
| 17:50                      | 21:50                    |
| 18:04                      | 22:20                    |
| 18:20                      | 22:50                    |
| 18:34                      |                          |
| 18:50                      |                          |
| 19:04                      |                          |
| 19:20                      |                          |
| 19:50                      |                          |
| 20:20                      |                          |
| 20:50                      |                          |
| 21:20                      |                          |
| 21:50                      |                          |
| 22:20                      |                          |
| 22:50                      |                          |

1. 1 2 3 4 5 6 7 8 9 10 11 12 13 14 15 16 17 18 19 20 21 22 23 24 25 26 27  Jueves desvío por mercadillo

Paso por la Avenida de la Industria aproximadamente 7 minutos después de su salida de la Estación de Tres Cantos. Duración del recorrido circular completo aproximadamente 30 minutos.

## Recorrido y paradas
| Código                                                                                              | Zona | Localidad   | Denominación                                          | Ubicación                       | Líneas de la parada     | Cercanías   |
| --------------------------------------------------------------------------------------------------- | ---- | ----------- | ----------------------------------------------------- | ------------------------------- | ----------------------- | ----------- |
| 09698                                                                                               |      | Tres Cantos | Plaza de la Estación - Estación de Tres Cantos        | Plaza de la Estación Nº1        | 1 3 4 5                 | Tres Cantos |
| 09645                                                                                               |      | Tres Cantos | Avenida de los Encuartes - Aveniada de los Labradores | Avenida de los Encuartes Nº5    | 712 723 827 1 5         |             |
| 09683                                                                                               |      | Tres Cantos | Avenida de Viñuelas - Plaza de la Encina              | Avenida de Viñuelas Nº2         | 712 723 827 1 5         |             |
| 06647                                                                                               |      | Tres Cantos | Avenida de Viñuelas - Glorieta del Roble              | Avenida de Viñuelas Nº38        | 723 827 1 5             |             |
| 13233                                                                                               |      | Tres Cantos | Avenida de Viñuelas - Plaza Padre Llanos              | Avenida de Viñuelas Nº52        | 1 5                     |             |
| 13234                                                                                               |      | Tres Cantos | Avenida de los Artesanos - Calle de Marte             | Avenida de los Artesanos Nº149  | 1                       |             |
| 06652                                                                                               |      | Tres Cantos | Calle de la Majada - Avenida de la Industria          | Calle de la Majada Nº4          | 716 723 827 1 3         |             |
| 06654                                                                                               |      | Tres Cantos | Avenida de la Industria - Calle de la Imprenta        | Avenida de la Industria Nº25    | 716 723 827 1 3         |             |
| 06656                                                                                               |      | Tres Cantos | Avenida de la Industria - Calle de Batanes            | Avenida de la Industria Nº26    | 716 723 827 1 3         |             |
| 06658                                                                                               |      | Tres Cantos | Avenida de la Industria - Plaza de la Escuadra        | Avenida de la Industria Nº34    | 716 723 827 1 3         |             |
| La hora de paso por esta parada es aproximadamente 7 minutos después de salir de FF.CC. Tres Cantos |      |             |                                                       |                                 |                         |             |
| Los jueves entre las 09:00 y las 15:00 aproximadamente se omite esta parada                         |      |             |                                                       |                                 |                         |             |
| 06636                                                                                               |      | Tres Cantos | Avenida de la Industria - Calle del Yunque            | Avenida de la Industria Nº52    | 716 723 827 1 3         |             |
| Los jueves entre las 09:00 y las 15:00 aproximadamente se realiza esta parada                       |      |             |                                                       |                                 |                         |             |
| 20819                                                                                               |      | Tres Cantos | Avenida de los Artesanos - Calle del Temple           | Avenida de los Artesanos Nº34   | 1 3                     |             |
| Paradas del itinerario normal                                                                       |      |             |                                                       |                                 |                         |             |
| 12797                                                                                               |      | Tres Cantos | Avenida de los Artesanos - Plaza de la Chimenea       | Avenida de los Artesanos Nº46   | 712 723 1 3             |             |
| 09086                                                                                               |      | Tres Cantos | Avenida de los Artesanos - Sector Foresta             | Avenida de los Artesanos Nº56   | 712 723 1 3             |             |
| 11635                                                                                               |      | Tres Cantos | Avenida de los Artesanos - Guardia Civil              | Avenida de los Artesanos Nº62   | 712 723 N701 1 3        |             |
| 06643                                                                                               |      | Tres Cantos | Avenida de Colmenar Viejo - Guardia Civil             | Avenida de Colmenar Viejo S/N.º | 712 723 827 1 3         |             |
| 08395                                                                                               |      | Tres Cantos | Avenida de Colmenar Viejo - Centro Comercial El Zoco  | Avenida de Colmenar Viejo Nº44  | 712 723 827 1 3         |             |
| 06660                                                                                               |      | Tres Cantos | Avenida de Colmenar Viejo - Sector Descubridores      | Avenida de Colmenar Viejo Nº46  | 712 713 723 827 1 3 4 5 |             |
| 08398                                                                                               |      | Tres Cantos | Avenida de Colmenar Viejo - Plaza del Toro            | Avenida de Colmenar Viejo Nº46  | 712 827 1 3 4 5         |             |
| 08399                                                                                               |      | Tres Cantos | Avenida de los Encuartes - Calle de los Panaderos     | Avenida de los Encuartes Nº21   | 712 827 1 3 4 5         |             |
| 09681                                                                                               |      | Tres Cantos | Avenida de los Encuartes - Ronda de la Luna           | Avenida de los Encuartes Nº17   | 712 827 1 3 4 5         |             |
| 09698                                                                                               |      | Tres Cantos | Plaza de la Estación - Estación de Tres Cantos        | Plaza de la Estación Nº1        | 1 3 4 5                 | Tres Cantos |